# 普萊謝夫縣

51°53′N 17°47′E / 51.883°N 17.783°E
普萊謝夫縣（波蘭語：Powiat pleszewski），是波蘭的縣份，位於該國中西部，由大波蘭省負責管轄，首府設於普萊謝夫，面積712平方公里，2006年人口61,951，人口密度每平方公里87人。